# Woob
Woob, pseudonimo di Paul Frankland (...), è un musicista britannico. Viene considerato, insieme a Mixmaster Morris, uno dei migliori esponenti della musica "ambient post rave". È anche attivo come Journeyman e Max & Harvey. Il suo stile, che risente l'influenza di generi quali dub, drone music, e world music, presenta sovente "lenti ritmi tribali", melodie riprodotte attraverso un sintetizzatore, e campionamenti provenienti da molte fonti diverse, inclusi strumenti musicali mediorientali e citazioni di film.

## Biografia
Il suo esordio, Woob 1194 (1994), viene considerato il suo capolavoro nonché il migliore album uscito dalla Em:t Recordings.
Verso la fine degli anni '90 è stato principalmente attivo come DJ presso vari locali britannici, producendo principalmente remix di varie tracce, gradualmente allontanandosi dalla musica intorno i primi anni del XXI secolo per lavorare nel settore pubblicitario. 
Frankland è tornato nuovamente attivo con Woob dopo il 2010, progressivamente cambiando il suo stile musicale e orientandosi verso un suono più vicino alla synthwave e adottando un'iconografia tipicamente legata al mondo cyberpunk.

## Discografia parziale

### Album in studio
- 1994 - Woob 1194
- 1995 - Woob2 4495
- 2011 - Return to the City (colonna sonora)
- 2012 - Have Landed (attribuito a Woob3 1112)
- 2013 - ULTRASCOPE (attribuito a Woob1113)

### Singoli ed EP
- 1993 - Planet Woob
- 1994 - Void, Part 2
- 2009 - Odonna (Bells Mix) Edit
- 2009 - EP1
- 2009 - Giant Stroke (v2)
- 2010 - Unknown Quantity
- 2010 - Paradigm Flux (colonna sonora in formato EP)

### Attribuiti a Journeyman
- 1994 - Mama 6
- 1997 - National Hijinx
- 1997 - 50cc (EP)

### Attribuiti a Max & Harvey
- 2006 - Sleep (singolo)
- 2010 - Amoeba (EP)
- 2011 - Compendium (EP)
- 2012 - Space Therapy (album di remix)